# Alice Abadam
Alice Abadam (Londra, 2 gennaio 1856 – Abergwili, 31 marzo 1940) è stata un'attivista, suffragetta, femminista e oratrice pubblica gallese.

## Biografia

### Primi anni di vita
Alice Abadam nacque a Londra nel 1856 da Edward Abadam e sua moglie, Louisa (nata Taylor) Abadam. Suo padre era il figlio maggiore di Edward Hamlin Adams, un banchiere e commerciante origine giamaicana, che aveva fatto i soldi all'estero prima di stabilirsi in Gran Bretagna. Nel 1825 Edward Hamlin Adams acquistò Middleton Hall nel Carmarthenshire dopo la morte del suo proprietario, Sir William Paxton. La La Hall passò a suo figlio Edward nel 1842, che aggiunse il vecchio patronimico gallese, Ab, al nome della famiglia.
Alice, secondo il suo racconto, ebbe un'infanzia felice e fu educata da una governante a Middleton Hall. Era la più giovane di sette figli e vedeva poco di sua madre che soffriva di problemi di salute causati dalla depressione post-partum. Nel 1861 sua madre viveva lontano dalla famiglia a Brighton e nel 1871 viveva nella sua casa paterna nel Dorset. Nonostante vivessero separati, i suoi genitori rimasero sposati fino alla morte di Edward nel 1875.
Suo padre era un alto sceriffo del Carmarthenshire. Aveva opinioni anticlericali, ma Alice si convertì al cattolicesimo nel 1880. L'educazione musicale la portò a diventare organista e maestro di coro alla St Mary’s Church in Union Street, nel centro di Carmarthen. La Abadam incontrò la dottoressa Alice Vowe Johnson, un'assistente sociale e sono state compagne per il resto della loro vita.

### Impegno come suffragetta

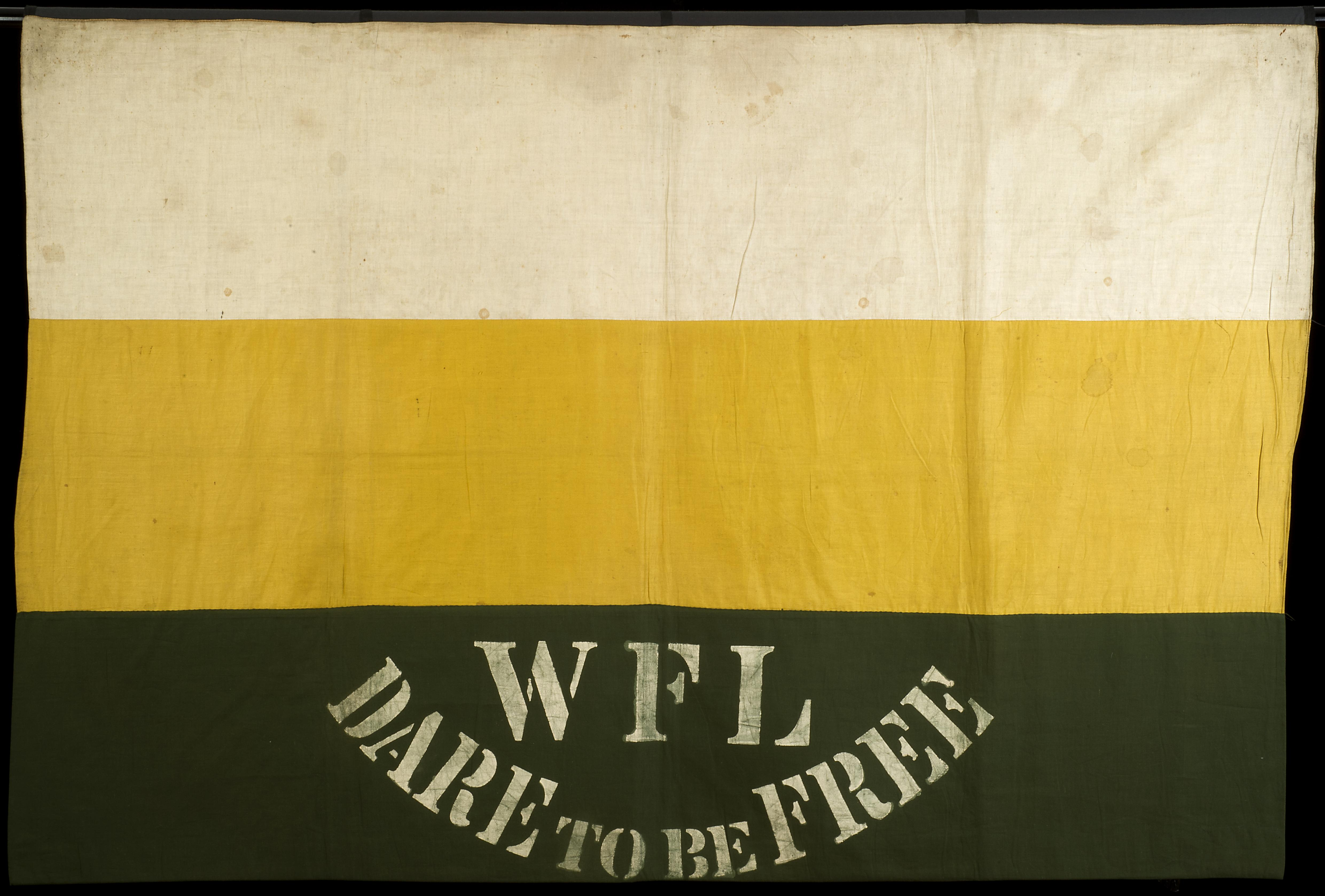
Colori e motto della Women's Freedom League 1908 Originale nella biblioteca della LSE

Nel 1905 Abadam si unì alla Central Society for Women's Suffrage. Divenne un'oratrice ben nota e si rivolse a una serie di società di suffragio, incluso un giro di conferenze di due settimane intorno a Birmingham nel 1908 e in altre aree del 'Nord', spesso in bicicletta e descrivendo le sue esperienze.
Aveva aderito come socialista indipendente alla Women's Social and Political Union (WSPU) ed al manifesto del Partito Laburista Indipendente nelle elezioni del 1906, e nel 1911, il quotidiano WSPU Votes for Women la definì quel noto oratore di questioni sociali. Partecipò alla cena all'Hotel Savoy per la liberazione dei prigionieri WSPU nel 1906, ma l'anno successivo si allontanò dal movimento militante. Era uno dei firmatari, tra i quali tra gli altri c'erano Edith How-Martyn, Charlotte Despard, Teresa Billington-Greig, Marion Coates Hansen e Irene Miller, in una lettera a Emmeline Pankhurst in cui spiegava la loro inquietudine il 14 settembre 1907 e fondava l'alternativa Women's Freedom League. Divenne poi presidente della Beckenham London Society for Women’s Suffrage nel 1908, poi della Norwood and District Women’s Suffrage Society nel 1913.
Nel 1911 parlò su 'Come il voto influenzerà il traffico delle schiave bianche all'Unione nazionale delle società di suffragio femminile di Mansfield, e nello stesso anno in cui si formò la Società cattolica del suffragio femminile, esortò le donne cattoliche a passare da opere di carità locali o di piccole dimensioni a partecipare a campagne di suffragio per "influenzare per il bene la vita di milioni di loro sorelle povere e non protette".
A Norwich, nell'agosto del 1912, parlando per un'ora e un quarto, la Adadam fece appello direttamente al clero cattolico affinché non abusasse del proprio potere promuovendo 'indifferenza e opposizione disinformata' al suffragio femminile, riportato nella newsletter cattolica The Tablet. La sua schiettezza e la sua aperta critica al clero, incluso padre Henry Day, che si opponeva al voto per le donne, portarono ad etichettare Abadam come 'arrogante' e 'paranoico' e i suoi seguaci furono chiamati 'Abadamiti' in un'altra pubblicazione cattolica, Universe. Alice Meynell ha scritto a suo sostegno in The Tablet, "A Tribute to Miss Abadam".
E a Plymouth nel 1913, presentò una mozione alla Catholic Women's Suffrage Society che questo incontro 'invita il governo ad estendere il diritto di voto parlamentare alle donne nell'interesse della giustizia, della moralità e della religione'.

In un opuscolo del 1913, "Il voto femminista, affrancato o emancipato?", scrisse più in generale sui diritti delle donne, che 'La femminista costruttiva non deve essere l'ombra dell'uomo. Lei deve essere se stessa, libera all'anima del servilismo sessuale. Così, e solo così, può salvare un mondo sofferente'.

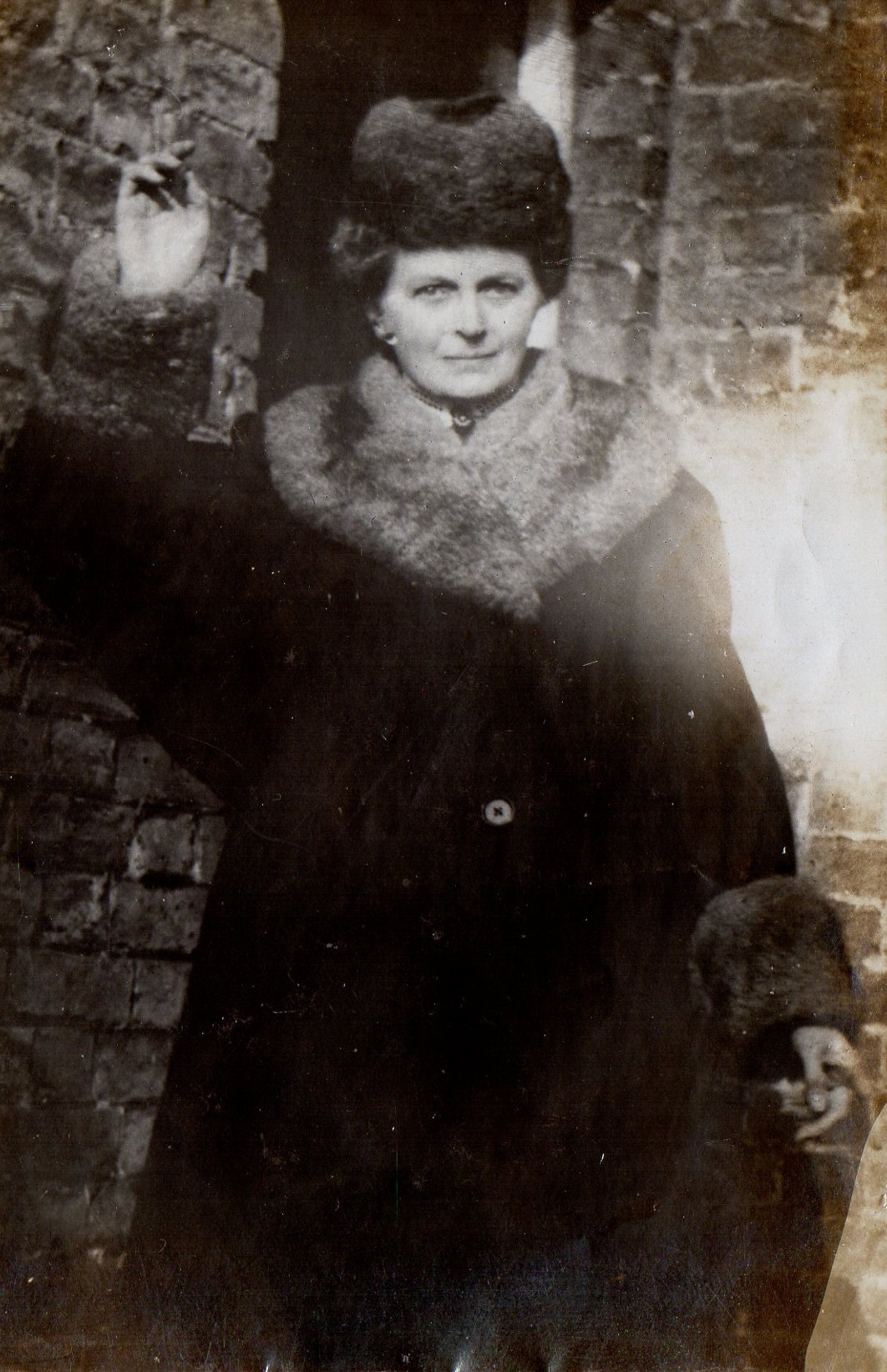
Alice Abadam, suffragista, Middleton Hall Carmarthen

Nel 1914 ospitò un tavolo tra cui Evelina Haverfield e membri della Actresses' Franchise League e della Women Writer's Suffrage League alla cena in costume dell'Hotel Cecil.
Nel 1916 fu presidente del Consiglio Federale del Suffragio.
Nel 1920 fondò la Lega femminista con un ampio programma di dibattiti e una biblioteca su argomenti legati al femminismo ma che includevano anche la massoneria, l'embriologia e le streghe.
Negli anni '20 la Società Cattolica del Suffragio Femminile, che era diventata la St. Joan’s International Alliance, promosse l'Equal Franchise Bill e celebrò la sua approvazione in legge nel 1928, con una Messa cattolica nella Cattedrale di Westminster e una processione di suffragisti protestanti e cattolici tra cui Millicent Fawcett, Charlotte Despard, Virginia Crawford, Elizabeth Christitch, Leonara di Alberti e lei, allora a 72 anni.

### Morte ed eredità
Fu coinvolta nel sostenere un ordine bretone di suore White Sister che sfuggirono alle persecuzioni e si stabilirono in Galles. Fece parte di un comitato per l'arte presso l'University of Wales Institute, Cardiff, più avanti nella sua vita. Morì ad Abergwili nel 1940 e lasciò i suoi soldi a sua nipote, Mary Edith Morris. Lasciò anche un'eredità educativa per pagare il collegio della sua pronipote Margaret Vaughan, che aveva quattro anni alla sua morte.
in occasione del centenario dell'ottenimento del diritto di voto da parte di alcune donne attraverso il Representation of the People Act 1918, che il punto di vista della sua famiglia sulla Abadam era: "Tutti pensavano che fosse incredibilmente intelligente e nobile e che avesse dato così tanto al femminismo. Le sono immensamente grata per tutto. Sento che è stata la mia principale benefattrice. Tutti nella nostra famiglia la ammirano e ho ancora una collezione di suoi dipinti che esco regolarmente a guardare". E sua figlia ha un bicchiere con sopra scritto 'Voti per le donne'.
Alcuni dei suoi schizzi sono pubblicati sul sito The Sybil.
Alice Abadam è stata riconosciuta dal Women’s Archive Wales come femminista, suffragista, oratrice e autrice. Una targa blu al n. 26 di Picton Terrace, Carmarthen, la casa della Abadam dal 1886 al 1904 e al Giardino Botanico Nazionale del Galles a Llanarthney sul sito della sua casa d'infanzia, l'ex Middleton Hall, è stata inaugurata il 24 novembre 2018 dalla sua pronipote Margaret Vaughan, che si assicura che i ricordi della sua famiglia di suffragista Alice Abadam sopravvivano.